# 佐藤美由紀
佐藤 美由紀（さとう みゆき）は、日本の法学者。専門は憲法。杏林大学教授。博士（法学）東京大学。専門分野はブラジル法およびラテンアメリカ法。

## 略歴
- 東京大学大学院法学政治学研究科修士課程修了
- 1999年 東京大学大学院法学政治学研究科博士課程修了。博士（法学）（東京大学）。論文の題は「ブラジルにおける法令の違憲審査制の展開」[1]。
- 1999年 東京大学大学院法学政治学研究科専任講師
- 2003年 杏林大学総合政策学部専任講師
- 2004年 杏林大学総合政策学部准教授
- 2015年 杏林大学総合政策学部教授

## 著書

### 単著
- 『ブラジルにおける違憲審査制の展開』（東京大学出版会、2006年）ISBN 4-13-036127-9

### 共著
- 北村一郎編『アクセスガイド外国法』（東京大学出版会，2005年）ISBN 978-4-13-036121-7

### 監修
- ブラジル日本商工会議所編『現代ブラジル事典』（新評論、2005年）ISBN 4-7948-0662-0